# Xã Milton, Quận Cass, Michigan
Xã Milton (tiếng Anh: Milton Township) là một xã thuộc quận Cass, tiểu bang Michigan, Hoa Kỳ. Năm 2010, dân số của xã này là 3.878 người.